# Zone humide du delta du Dniepr
La zone humide du delta du Dniepr (en ukrainien : Дельта Дніпра (водно-болотне угіддя)) est une aire protégée en Ukraine du golfe Borysthénique, dans le raïon de Kherson.

## Historique
Son importance est reconnue par la Convention de Ramsar en 23 novembre 1995. Il protège le delta sur 47 km de long et a une superficie de 26 000 hectares.

## Présentation
Elle est formée d'une ensemble de canaux, d'îles, de forêts et zones marécageuse, de dunes de sables.
Elle est le refuge d'animaux rares (environ 70 espèces), de plantes et de champignons rares (environ 30 espèces), elle inclus le parc national du Dniepr inférieur et préserve douze plantes signalée sur le livre rouge de l'Ukraine et trente deux sur la liste de l'UICN.